# Hamish McArthur
Hamish McArthur (* 6. März 2002 in York, England) ist ein britischer Sportkletterer.

## Wettkampfklettern
McArthur wurde 2019 Zweiter bei der Jugendweltmeisterschaft in Arco im Bouldern. 2021 gewann er die Jugendweltmeisterschaft in Voronezh im Bouldern und im Lead und wurde Zweiter in der Kombination. Im gleichen Jahr wurde er bei der Weltmeisterschaft in Moskau im Lead Dritter.
2024 qualifizierte McArthur sich für die Olympischen Spiele in Paris. Dort erreichte er den fünften Platz.

## Felsklettern
2024 gelang es McArthur den Boulder Fool Me Once (8B+) im ersten Versuch zu klettern (flash). Im gleichen Jahr kletterte er mit The Singularity seinen ersten 8C-Boulder und mit Big Z seinen ersten 8C+-Boulder.
Am 20. April 2025 gelang ihm die Begehung des Boulders Megatron (9A). Am 4. Mai 2025 kletterte er den Boulder No One Mourns The Wicked (9A) in nur einer Session.